# Polycelis nigra
Polycelis nigra és una espècie de triclàdide planàrid que habita a l'aigua dolça d'Europa i d'Àfrica del Nord.
És l'espècie tipus del gènere Polycelis.

## Descripció
Els espècimens adults de P. nigra arriben a mesurar fins a 12 mm de longitud i 2,5 mm d'amplada. La part anterior del cos és lleugerament convexa. El cap pot fer un aspecte trilobulat. Una línia de múltiples ulls segueix tot el marge del terç anterior del cos. La superfície dorsal de l'animal acostuma a presentar un color negre uniforme, tot i que també n'hi ha de color marró. La superfície ventral presenta el mateix color que la dorsal.
El penis és esmussat i té llargues espines. Aquesta espècie mai presenta adenodàctils.